# Top Cottage
Top Cottage, ou Hill-Top Cottage, situé à Hyde Park, New York (États-Unis), est une maison de campagne conçue par et pour Franklin Roosevelt. Construite en 1938-1939, pendant le second mandat de Roosevelt en tant que président des États-Unis, elle est dessinée pour répondre à ses besoins d'accessibilité en fauteuil roulant. Il s’agit de l’un des premiers bâtiments de ce type construits dans le pays et du premier bâtiment important conçu par une personne handicapée.
Bien que Top Cottage ait été pensé comme un lieu de repos, Roosevelt y a également reçu des invités de marque, notamment le roi George VI et la reine Elizabeth du Royaume-Uni. Après un demi-siècle de propriété privée, le site est restauré et donné au National Park Service, qui le gère dans le cadre du site historique national Franklin D. Roosevelt. Top Cottage est déclaré monument historique national en 1997. Des visites guidées de la maison sont disponibles à partir du site principal situé quelques kilomètres plus loin et les véhicules privés ne sont pas autorisés.
Ce bâtiment est le seul bâtiment conçu par un président américain en exercice autre que Thomas Jefferson, qui en dessina plusieurs à Monticello, à Poplar Forest, à l'université de Virginie et au Capitole de l'État de Virginie.

## Bâtiment et site
La maison est de type cottage et de style architectural néo-colonial néerlandais. Elle est construite avec des blocs erratiques courants dans les champs de la région. C'est l'un des nombreux bâtiments de Hyde Park et des communes voisines dont Roosevelt promeut la construction dans ce style, qu'il espère faire renaître dans la région. La maison est située au bout de Potters Bend Road, une route résidentielle dans une zone rurale de Hyde Park, au sommet d'un coteau de  500 pieds (152 m) de haut officieusement connue sous le nom de Dutchess Hill et où Roosevelt avait l'habitude de jouer quand il était enfant,. À l'époque de Roosevelt, la maison offrait une vue imprenable sur le fleuve Hudson et les montagnes Catskill, aujourd'hui masquée par les arbres.

## Histoire

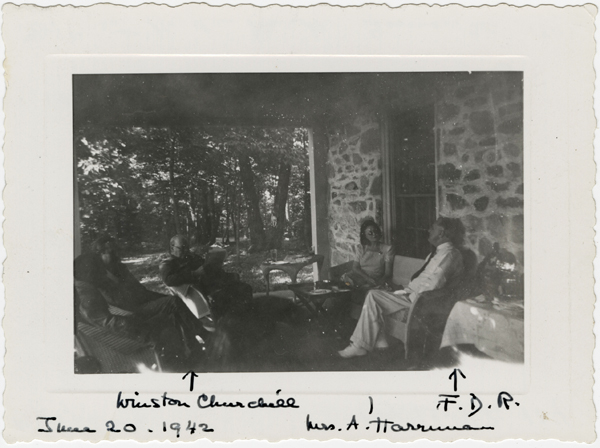
Photographie annotée de la visite de Winston Churchill.

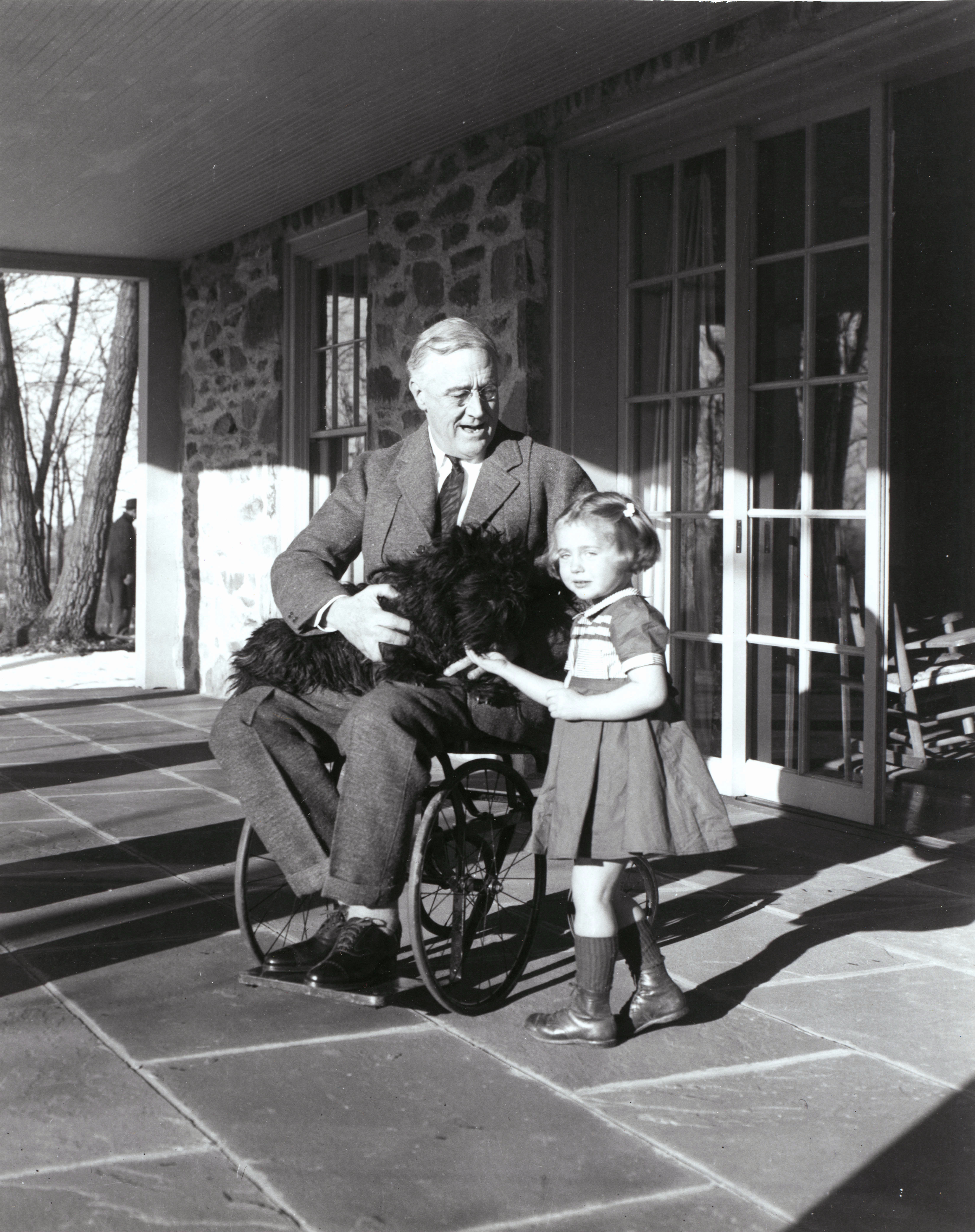
L'une des photographies de Suckley représentant Roosevelt avec Ruthie Bie (plus tard Bautista), alors âgée de trois ans, la fille des gardiens de la propriété, et de Fala (1941).

Bien que Roosevelt ait construit une maison de vacances en Géorgie à la fin de son mandat de gouverneur de l'État de New York (près du domaine thermal de Bullochville qu'il acquiert en 1927 et rebaptise Warm Springs), il n'a jamais été propriétaire de sa résidence principale. Il emménage d'abord dans la maison de sa mère à Hyde Park, agrandie pour lui et sa famille, et vit ensuite dans des maisons de ville à New York, des maisons louées à Albany et à Washington, DC, ou des résidences officielles telles que le New York State Executive Mansion et la Maison-Blanche,. En 1933, Roosevelt réalise que la maison familiale de Hyde Park ne lui offre pas suffisamment de distance par rapport aux pressions impliquées par son statut de président des États-Unis. Il se rend compte qu'il a besoin d'une retraite plus isolée, « un petit endroit où aller pour échapper à la foule… ».
Deux ans plus tard, Roosevelt et sa cousine Margaret Suckley passent du temps ensemble au sommet de la colline, avec vue sur la rivière Hudson et les montagnes Catskill, et en sont tous deux impressionnés par le potentiel. Ils l'appellent « notre colline » et la qualifient de « plus belle colline du comté de Dutchess ». En octobre de la même année, il suggère que ce serait l'endroit idéal pour « une maison de plain-pied en pierre des champs de deux pièces… avec des murs très épais pour nous protéger ». Elle répond avec enthousiasme, en lui présentant un croquis ressemblant au plan final.
Roosevelt l'a d'abord imaginé comme l'endroit où il vivrait après sa présidence, et achète la parcelle de 48 ha à flanc de colline en 1937, après sa réélection. À ce stade de sa vie, il doit utiliser un fauteuil roulant la plupart du temps en raison de sa maladie paralytique et ne peut marcher que sur de courtes distances avec beaucoup de difficulté — un fait que lui et son entourage cachaient au public. Il conçoit le cottage pour être accessible en fauteuil roulant, avec un rez-de-chaussée entièrement de plain pied et tout les objets usuels situés à portée de main d'une personne en position assise. Top Cottage est la seule résidence présidentielle, à l'exception de Monticello et Poplar Forest de Thomas Jefferson, conçue par un président américain en exercice. C'est également le premier bâtiment majeur accessible aux handicapés conçu par une personne handicapée,.
Roosevelt soumet des premiers croquis aux architectes en 1938. Il charge l'architecte Henry Toombs de l'aider à terminer la conception, lequel considère dans un article publié dans le magazine Life que Roosevelt doit également être crédité comme architecte malgré son manque de formation professionnelle ou d'expérience dans le domaine, provoquant la colère de certains architectes républicains. Il existe des indications selon lesquelles Toombs est l'architecte, mais il est suggéré qu'il soit crédité uniquement comme associé, Roosevelt étant considéré comme architecte principal. Le fait que Roosevelt soit l'architecte suscite des critiques de la part d'autres personnes, notamment de John Lloyd Wright, fils de l'architecte Frank Lloyd Wright . Wright déclare : « J'attendais des photos du « Docteur » Roosevelt pratiquant une appendicectomie. » 
À l'époque où une maison standard coûte 1 000 $, le cottage en coûte 16 599 $, mais au final, on pense que Roosevelt n'y a jamais passé une seule nuit. Bien qu'elle soit conçue après la survenue du handicap de Roosevelt, la maison plus grande de sa mère est plus adaptée. De plus, la conception présente de nombreux autres problèmes : la ventilation est défectueuse, les chambres sont trop petites et il n'y a qu'une seule salle de bain et aucun placard. Néanmoins, lorsque les invités visitent Hyde Park, Roosevelt leur montre toujours Top Cottage en premier.
L'année suivante, elle accueille le célèbre pique-nique où Roosevelt cuisine et sert des hot-dogs au roi George VI et à la reine Elizabeth lors de la première visite d'État aux États-Unis d'un souverain britannique,. C'est lors de cette visite que Roosevelt rompt avec le protocole et porte un toast en l'honneur de la reine. Perturbée par ce geste, elle aurait trinqué à sa propre santé.
L'intention initiale de Roosevelt de l'utiliser comme maison pour sa retraite est mise en suspens lorsqu'il remporte un troisième mandat sans précédent l'année suivante. Mais il continue d'utiliser Top Cottage comme lieu de villégiature, y amenant des visiteurs importants tels que le Premier ministre britannique Winston Churchill pour discuter de la bombe atomique, ainsi que des amis proches comme Suckley, qui prend les deux seules photos connues de lui dans son fauteuil roulant, sur le porche du cottage.
Après la mort de Roosevelt, son fils Elliott Roosevelt y vit pendant un certain temps. Il effectue quelques modifications, comme l'ajout de lucarnes et d'un hall d'entrée. Plus tard, il vend la maison à la famille Potter, qui donne son nom à la rue menant à la maison. La propriété reste en leur possession jusqu'en 1996, date à laquelle elle est revendue à l'Open Space Institute, une association de conservation de la nature. L'année suivante, elle est reconnue comme monument historique national et l'OSI commence des rénovations, supprimant les ajouts d'Elliott Roosevelt et élaguant certains des arbres qui obstruent la vue. En 2001, la maison est cédée au National Park Service pour faire partie du site historique national existant Franklin D. Roosevelt. La maison est ouverte aux visiteurs pour la première fois en 2001. Elle est également utilisée comme centre de conférences. Les rénovations modernes du cottage, permettant son ouverture au public, coûtent 1 500 000 $, dont 750 000 $ pour l'achat de la propriété.

## Espace muséal
Le cottage est ouvert aux visites uniquement sur réservation. Bien que le mobilier d'origine ait été perdu, en 2011, le National Park Service  équipe les salles principales de reproductions et d'antiquités qui correspondent au mobilier d'origine.
Un livre est consacré au cottage, The President as Architect: Franklin D. Roosevelt's Top Cottage, compilé par John G. Waite Associates, un cabinet d'architectes d'Albany spécialisé dans les restaurations. Le cottage est également mis en avant dans le film de 2012, Week-end royal (titre original Hyde Park on Hudson).